# Аарон Аппельфельд
Аарон Аппельфельд (івр. אהרן אפלפלד; нар. 16 лютого 1932, Стара Жадова (нині Сторожинецького району, Україна), тоді окуповані Румунським королівством — пом. 4 січня 2018, Петах-Тіква, Ґуш-Дан, Ізраїль) — ізраїльський письменник, лавреат Премії Ізраїлю, найвищої нагороди країни, й безлічі інших міжнародних та ізраїльських премій і нагород. Народився у Старій Жадові (тепер Чернівецька область).
У роки Другої світової війни пережив насильницьку смерть матері, чернівецьке гетто та депортацію до одного з концтаборів Трансністрії, звідки йому вдалося втекти. Після трьох років переховувань і поневірянь Аппельфельд прибився до Радянської армії, з якої дійшов до Югославії. Згодом опинився в Італії і відтак перебрався в Землю Ізраїльську.
Написав і видав понад чотири десятки книжок, які перекладені більш ніж тридцятьма мовами.
«Я народився в Україні. В Чернівцях мене, дев'ятирічного, захопила війна. Там загинула моя мати. З Чернівців мене та мого батька кинули за дроти концтабору, невдовзі по тому нас розлучили, й відтак я з батьком ніколи більше не бачився. Мені пощастило втекти з табору, й то стало початком нескінченних поневірянь дорогами Вкраїни… Україна вкарбувалася в мою пам'ять і моє серце»

## Переклади українською
- Сторінки мого життя. Пер. з івриту Віктор Радуцький, Петро Рихло. — Київ: Самміт-Книга, 2011. — 218 с.
- Катерина [Архівовано 10 січня 2019 у Wayback Machine.]. Пер. з івриту Віктор Радуцький, Іван Білик. — Чернівці: Книги-ХХІ, 2018. — 240 с.
- Квіти пітьми [Архівовано 29 травня 2020 у Wayback Machine.]. Пер. з івриту Віктор Радуцький, Оксана Пендерецька. — Чернівці: Книги-ХХІ, 2020. — 288 с.